# Municipio de East Hale
El municipio de East Hale (en inglés, East Hale Township) es un municipio del condado de Thomas, Kansas, Estados Unidos. Tiene una población estimada, a mediados de 2022, de 116 habitantes.

## Geografía
Está ubicado en las coordenadas 39°22′25″N 101°13′22″O / 39.37361, -101.22278. Según la Oficina del Censo de los Estados Unidos, tiene una superficie de 139.59 km², correspondientes en su totalidad a tierra firme.

## Demografía
Según el censo de 2020, en ese momento había 105 personas residiendo en la zona. La densidad de población era de 0.75 hab./km². El 92.4 % de los habitantes eran blancos, el 1.9 % eran afroamericanos, el 1.9 % eran de otras razas y el 3.8 % eran de una mezcla de razas. Del total de la población, el 0.95 % era hispano o latino.